# Maskota
Maskota je bilo koja osoba, životinja ili objekt, za kojeg se smatra da predstavlja skupinu sa zajedničkim identitetom, kao što su škole, sportski klubovi, razna društva, vojne jedinice ili brandovi. 
Maskote su također izmišljeni likovi za potrošačke proizvode. U svijetu sporta maskote se također koriste u marketinške svrhe. Imena maskota sportskih timova često su vezane uz nadimke tima. Mogu biti u obliku logotipa, osoba, živih životinja, neživih objekata ili nošnji, a često se pojavljuje za vrijeme natjecanja i drugih sličnih događaja. Sportske maskote često se koriste kako bi privukle djecu i ljubitelje kluba. 
Ljudi odjeveni u kostime maskota često se koriste kao promicatelji sportske momčadi, tvrtke ili organizacije.
Primjeri sportskih maskota su vjeverica Zagi za Univerzijadu u Zagrebu 1987., sredozemna medvjedica Adrijana za Mediteranske igre u Splitu 1979. i Vučko za Zimske olimpijske ige u Sarajevu 1984.
- Wikipe-tan, maskota Wikipedije
- Tux, maskota Linuxa
- Zagi
- Gusjenica Ruksi - maskota Svjetskog rukometnog prvenstva održanog u Hrvatskoj 2009.g.
- Osoba odjevena u kostim pijetla kao maskota tvrtke Pevex
- Zabivaka - službena maskota SP-a u nogometu 2018.
- Bijeli lav - navijačka maskota Rukometnog kluba Zagreb